# Vuelta a España 1959
Die 14. Vuelta a España war ein Radrennen, das vom 24. April bis zum 10. Mai 1959 ausgetragen wurde. Das Etappenrennen bestand aus 18 Abschnitten mit einer Gesamtlänge von 3033 Kilometern. Sieger wurde der Spanier Antonio Suárez, der auch die Bergwertung gewann. Die Punktewertung sicherte sich der Belgier Rik Van Looy. Die Mannschaftswertung gewann das Team Faema, ebenfalls aus Belgien und darüber hinaus holte sich der Spanier Vicente Iturat zum zweiten Mal in Folge die Meta Volantes-Wertung.

## Etappen
| Etappen    | Start – Ziel                                    | km       | Etappensieger             | Gesamterster    |
| ---------- | ----------------------------------------------- | -------- | ------------------------- | --------------- |
| 1a. Etappe | Madrid – Madrid                                 | 9 (MZF)  | Saint Raphael – Geminiani | Rik Van Looy    |
| 1b. Etappe | Madrid – Toledo                                 | 114      | Rik Van Looy              | Rik Van Looy    |
| 2. Etappe  | Manzanares – Córdoba                            | 228      | Antonio Karmany           | Antonio Karmany |
| 3. Etappe  | Córdoba – Sevilla                               | 140      | Vicente Iturat            | Antonio Karmany |
| 4. Etappe  | Sevilla – Granada                               | 240      | Federico Bahamontes       | Antonio Karmany |
| 5. Etappe  | Guadix – Murcia                                 | 225      | Antonio Suárez            | Antonio Karmany |
| 6. Etappe  | Murcia – Alicante                               | 173      | Gabriel Mas               | Antonio Karmany |
| 7. Etappe  | Alicante – Castellón de la Plana                | 233      | Antón Barrutia            | Josef Vloebergh |
| 8. Etappe  | Castellón de la Plana – Tortosa                 | 130      | Rik Van Looy              | Pierre Everaert |
| 9. Etappe  | Tortosa – Barcelona                             | 196      | Rik Van Looy              | Pierre Everaert |
| 10. Etappe | Barcelona – Lleida                              | 183      | Antonio Suárez            | Pierre Everaert |
| 11. Etappe | Lleida – Pamplona                               | 242      | Rik Van Looy              | José Segú       |
| 12. Etappe | Pamplona – Donostia-San Sebastián               | 210      | José Carlos Cardoso Sousa | José Segú       |
| 13. Etappe | Donostia-San Sebastián – Donostia-San Sebastián | 9 (MZF)  | Saint Raphael – Geminiani | José Segú       |
| 14. Etappe | Eibar – Vitoria-Gasteiz                         | 62 (EZF) | Roger Rivière             | Antonio Suárez  |
| 15. Etappe | Vitoria-Gasteiz – Santander                     | 230      | Julio San Emeterio        | Antonio Suárez  |
| 16. Etappe | Santander – Bilbao                              | 187      | Roger Rivière             | Antonio Suárez  |
| 17. Etappe | Bilbao – Bilbao                                 | 222      | Fernando Manzaneque       | Antonio Suárez  |

## Endstände
| Sieger                | Antonio Suárez        | 84:36:20 h  |
| Zweiter               | Miguel Segu           | + 1:06 min  |
| Dritter               | Rik Van Looy          | + 7:00 min  |
| Vierter               | Pierre Everaert       | + 7:44 min  |
| Fünfter               | Emmanuel Busto        | + 16:29 min |
| Sechster              | Roger Rivière         | + 17:30 min |
| Siebter               | Hilaire Couvreur      | + 24:24 min |
| Achter                | Luis Otaño            | + 26:34 min |
| Neunter               | Josef Vloebergh       | + 27:17 min |
| Zehnter               | Jesús Galdeano        | + 29:40 min |
| Punktewertung         | Rik Van Looy          | 148 P.      |
| Zweiter               | Antonio Suárez        | 179 P.      |
| Dritter               | Frans Van Looveren    | 253 P.      |
| Bergwertung           | Antonio Suárez        | 56 P.       |
| Zweiter               | Richard Van Genechten | 56 P.       |
| Dritter               | Antonio Karmany       | 54 P.       |
| Meta Volantes-Wertung | Vicente Iturat        | 12 P.       |
| Teamwertung           | Faema Bélgica         | 254:47:41 h |